# 奧爾南隕石
奧爾南隕石是一顆碳質球粒隕石，它是CO群 (Carbonaceous Ornans group) 的標本。它在1968年在法國的奥尔南被發現。